# Metroxylon amicarum
Espèce
Classification phylogénétique
Statut de conservation UICN

 NT  : Quasi menacé
Metroxylon amicarum est une espèce de plantes du genre Metroxylon de la famille des Arecaceae (encore appelée Palmae).